# Chang-Rae Lee

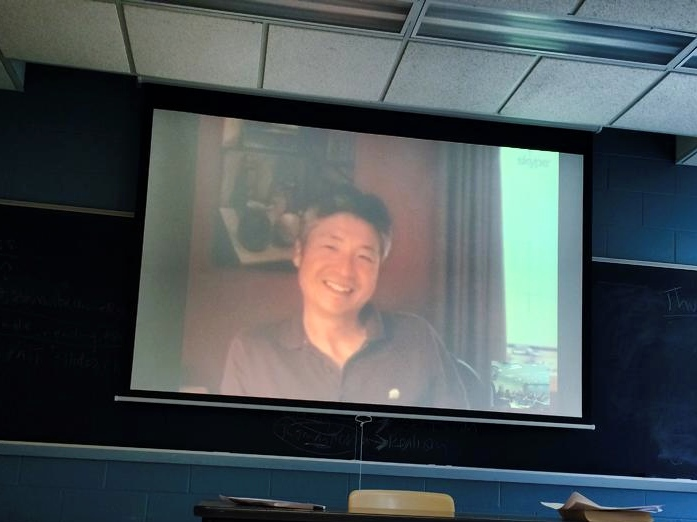
Chang-Rae Lee (2014)

Chang-Rae Lee (* 29. Juli 1965 in Seoul) ist ein US-amerikanischer Schriftsteller.
Er immigrierte 1968 mit seinen Eltern in die USA und studierte später an der Yale University. Nach seinem Studium arbeitete er ein Jahr an der New Yorker Börse. Er lebt in New York City und ist Professor für Creative Writing an der Princeton University. 
Sein erster Roman Native Speaker gewann zahlreiche Literaturpreise, darunter den American Book Award und den Hemingway Foundation PEN Award.
2021 wurde Lee in die American Academy of Arts and Sciences gewählt. 

## Karriere
Lees erster Roman, „Native Speaker“ (1995), gewann zahlreiche Preise, darunter den PEN/Hemingway Award für Debütromane. Im Mittelpunkt steht ein koreanisch-amerikanischer Industriespion, der Themen wie Entfremdung und Verrat behandelt, wie sie Einwanderer und Bürger der ersten Generation in ihrem Kampf um die Integration in das amerikanische Leben erleben. 1999 veröffentlichte er seinen zweiten Roman „A Gesture Life“. Darin vertiefte er seine Themen Identität und Assimilation anhand der Erzählung eines älteren japanischen Einwanderers in den USA, der in Korea geboren, später von einer japanischen Familie adoptiert wurde und sich daran erinnert, während des Zweiten Weltkriegs koreanische Trostfrauen behandelt zu haben. Für dieses Buch erhielt Lee den Asian American Literary Award. Sein Roman „Aloft“ aus dem Jahr 2004 erhielt gemischte Kritiken. Lees erster Protagonist ist kein asiatischer Amerikaner, sondern ein desinteressierter und isolierter italienisch-amerikanischer Vorstädter, der sich mit seiner Welt auseinandersetzen muss. Der Roman erhielt 2006 den Asian/Pacific American Award for Literature in der Kategorie „Erwachsenenliteratur“. Sein Roman „The Surrendered“ aus dem Jahr 2010 gewann 2011 den Dayton Literary Peace Prize und war 2011 für den Pulitzer-Preis für Belletristik nominiert. Lees nächster Roman „On Such a Full Sea“ (2014) spielt in einer dystopischen Zukunftsversion der amerikanischen Stadt Baltimore, Maryland, namens B-Mor. Die Hauptfigur Fan ist ein chinesisch-amerikanischer Arbeiter, der als Taucher in einer Fischfarm arbeitet. Der Roman war 2014 Finalist für den National Book Critics Circle Award. 2016 wechselte Lee an die Stanford University, wo er den Ward W. und Priscilla B. Woods-Lehrstuhl für Englisch innehat. Zuvor lehrte er Kreatives Schreiben am Lewis Center for the Arts der Princeton University. Er war außerdem Shinhan Distinguished Visiting Professor an der Yonsei University in Seoul, Südkorea.

## Werke
- 1995 Native Speaker (Roman)
- 1999 A Gesture Life (Roman)
  - Fremd im eigenen Leben, dt. von Marcus Ingendaay. Kiepenheuer & Witsch, Köln 2001. ISBN 3-462-03030-2
- 2004  Aloft (Roman)
  - Turbulenzen, dt. von Christa Schuenke. Kiepenheuer & Witsch, Köln 2004. ISBN 3-462-03406-5
- 2010 The Surrendered (Roman)
- 2014 On Such a Full Sea (Roman)
- 2021 My Year Abroad (Roman)